# Tomás Seymour, 1.º Barão Seymour de Sudeley
Tomás Seymour, 1.º Barão Seymour de Sudeley (nascido Thomas Seymour; Wulfhall, c. 1508 – Tower Hill, 20 de março de 1549) foi um político inglês, filho de Sir John Seymour e Margery Wentworth. Ele era irmão de Jane Seymour, a terceira esposa de Henrique VIII de Inglaterra. Foi criado barão pelo rei, devido ao estatuto da sua família, e foi marido de Catarina Parr, última esposa do rei. Caiu em desgraça, sendo executado por traição, e decapitado na Torre de Londres. 

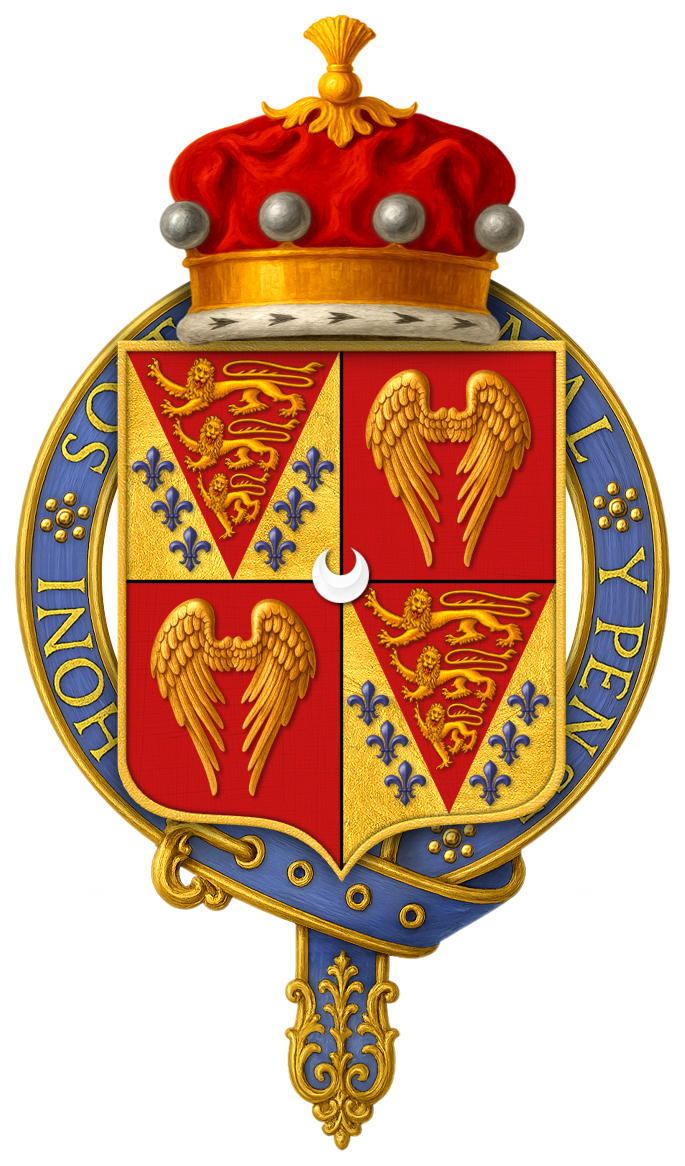
Armas de Sir Thomas Seymour, 1.° Barão Seymour de Sudeley

## Vida
Tomás era o quarto filho de Sir João Seymour de Wolf Hall, Wiltshire.  Nascido em 1508, tinha outros irmãos, incluindo a rainha consorte Joana Seymour e Eduardo Seymour, 1.º Duque de Somerset. 

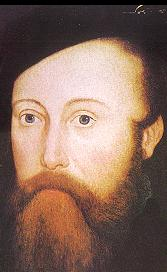
Retrato de Tomás Seymour, Barão de Sudeley

Com o casamento de sua irmã Joana com o rei Henrique VIII de Inglaterra, Tomás e Eduardo se favoreceram na Corte Tudor, recebendo missões diplomáticas.  Após a morte de Henrique, ele se favoreceria mais ainda com a ascensão de seu sobrinho ao trono, Eduardo VI de Inglaterra. 

### Casamento com Catarina Parr e envolvimento com Isabel Tudor

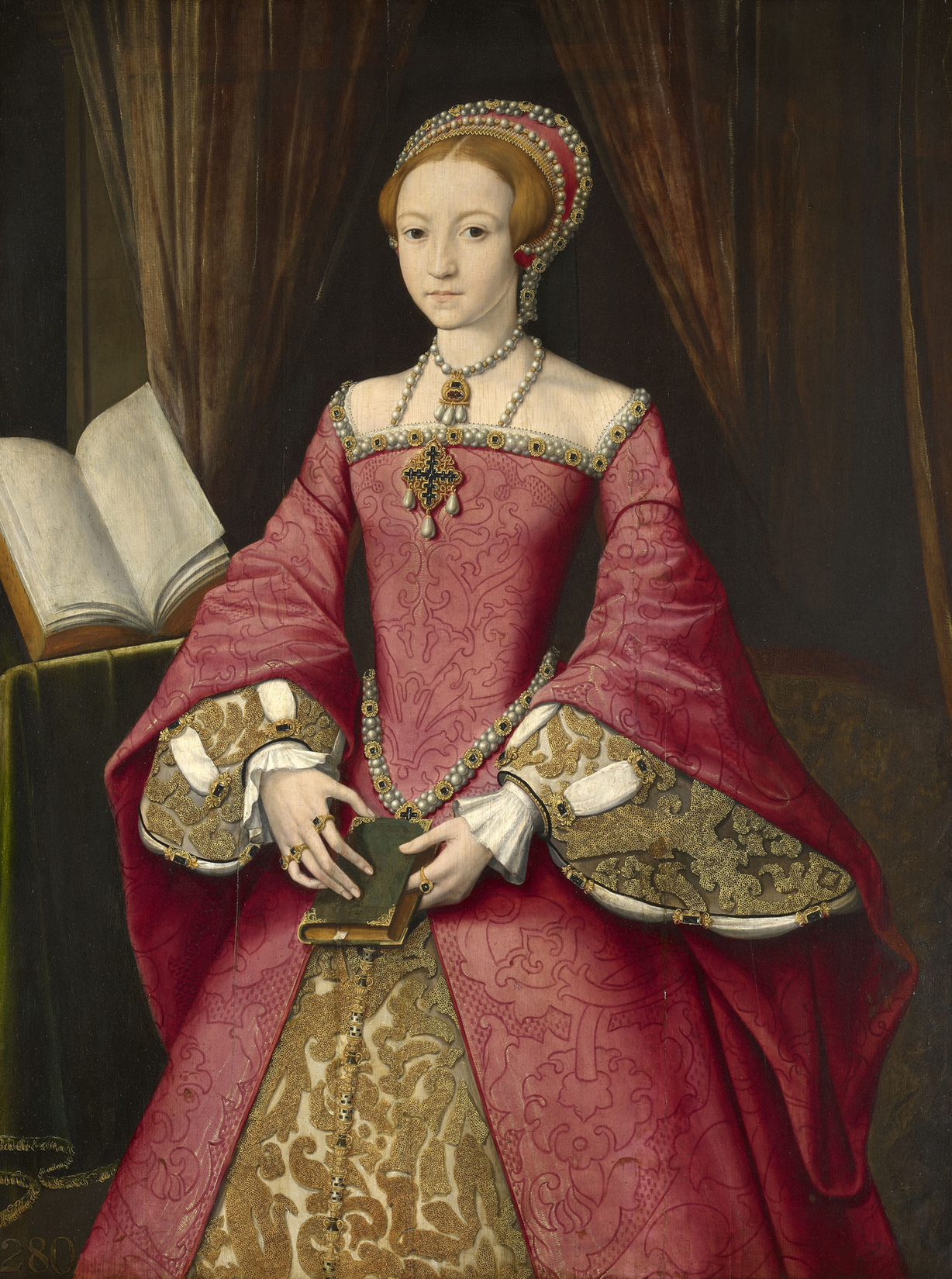
A princesa Elizabeth Tudor, com 14 anos. Tomás Seymour teve um envolvimento com a jovem princesa.

Tomás Seymour se casou no ano de 1547 com a viúva de Henrique VIII, Catarina Parr.  Os dois viviam em Chelsea, quando a jovem irmã do rei Eduardo, Isabel I de Inglaterra, com 13 anos, se mudou para a residência de Catarina, para ficar aos cuidados dela.  A jovem Isabel chamou a atenção de Tomás Seymour, que constantemente tentava chamar a atenção dela.  Muitas vezes, ele ia até o quarto da princesa quando esta estava apenas de camisola, e dava tapas em suas nádegas, ou tentava beijar ela à força.  Segundo os relatos da dama de Isabel, en:Kat Ashley, Thomas teria, uma vez, rasgado o vestido de Isabel com uma espada e envolvia-se com ela em "brincadeiras".  O caso terminou quando Catarina Parr, já grávida, os flagrou abraçados e, no dia seguinte, mandou Isabel embora. 

### Eduardo VI

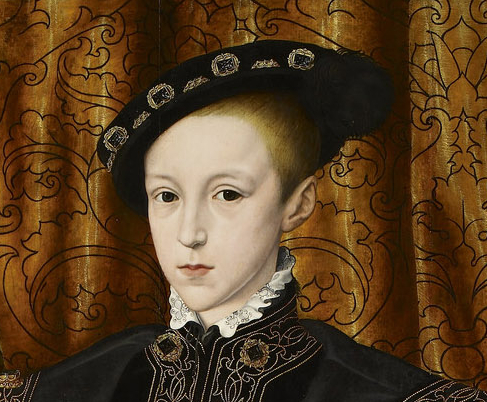
Eduardo VI. Tomás Seymour tentou conquistar o afeto do jovem rei, mas sem sucesso.

Tomás estava incomodado por seu irmão, Eduardo Seymour, ter se tornado Lorde Protetor de seu sobrinho, o rei Eduardo VI.  De todas as formas, Tomás tentou convencer o jovem Eduardo a tornar ele o Lorde Protetor, mas sem sucesso.  Enfurecido, Tomás invadiu o quarto do rei Eduardo, que dormia, e com uma arma, atirou no cão do rei, que latia assustado.  O barulho despertou os guardas que o prenderam.  

### Execução

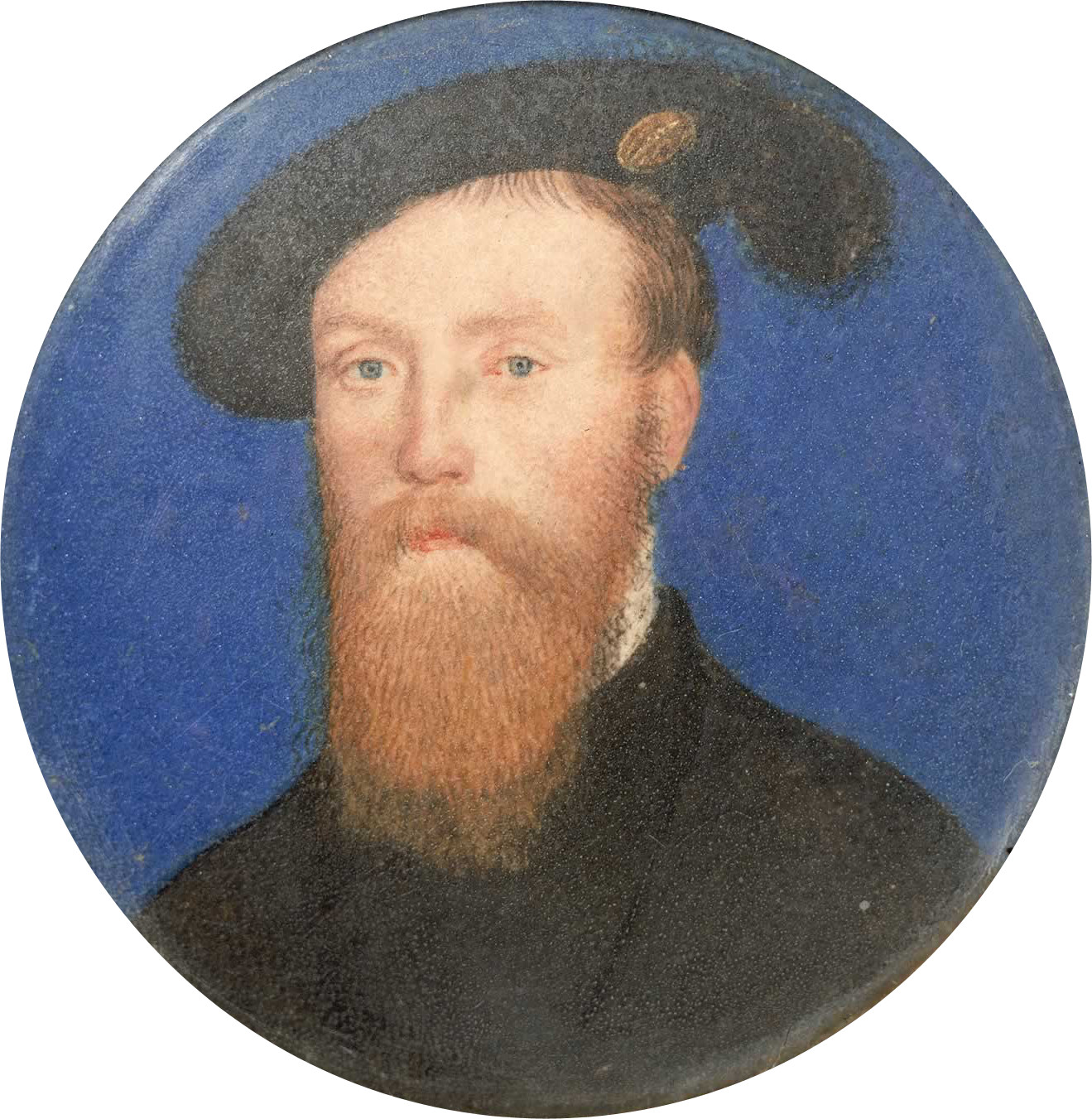
Tomás foi decapitado em 1549, na Tower Hill. Este seria seu fim.
Miniatura de Tomás Seymour.

Tomás Seymour foi julgado nos dias 18 e 23 de Fevereiro, mas se recusou a responder qualquer acusação que lhe faziam.   O Conselho do rei Eduardo VI consentiu na execução do Barão de Sudeley e o rei assinou a sentença. 
Em 20 de Março de 1549, Tomás Seymour foi levado até a Tower Hill e decapitado. 